# Canthon planus
Canthon planus är en skalbaggsart som beskrevs av Lucas 1857. Canthon planus ingår i släktet Canthon och familjen bladhorningar. Inga underarter finns listade.